# 비토리아 SC
비토리아 SC(Vitória Sport Clube)는 포르투갈의 축구팀으로 포르투의 북동쪽 40km 떨어진 곳에 위치한 기마랑이스에 연고를 두고 있는 팀이다. 클럽은 축구 뿐만이 아니라 농구, 배구 팀도 보유하고 있는데 포르투갈에서는 비토리아 SC를 보통 비토리아 드 기마랑이스(Vitória de Guimarães)라고 부르고 비슷한 이름을 가진 다른 축구팀 세투발에 연고를 둔 비토리아 FC을 비토리아 드 세투발로 불러 구분한다.
클럽 역사상 1941-42시즌부터 포르투갈 리가에 참가해 온 이래 1955-56시즌~1957-58시즌, 2006-07시즌까지 4시즌을 제외하고 1부 리그에서 플레이해왔다.

## 역대 성적
- 포르투갈 컵

- 우승 (1): 2012–13
- 준우승 (6): 1941–42, 1962–63, 1975–76, 1987–88, 2010–11, 2016–17

- 포르투갈 슈퍼컵

- 우승 (1): 1988
- 준우승 (3): 2011, 2013, 2017

## 선수 명단

### 현역
참고: FIFA 자격 규정에 따라 소속된 국가대표팀 국기를 표시합니다. 선수는 복수의 FIFA 비회원국 국적을 가지고 있을 수 있습니다.
| 번호 | 포지션 | 국적       | 이름              |
| ---- | ------ | ---------- | ----------------- |
| 3    | DF     | 베네수엘라 | 미켈 빌라누에바   |
| 11   | FW     |            | 카이우 세자르     |
| 14   | GK     | 카보베르데 | 브루노 바렐라     |
| 18   | FW     | 카보베르데 | 텔모 아르칸주     |
| 24   | DF     | 크로아티아 | 토니 보레브코비치 |
| 27   | GK     |            | 찰스              |

| 번호 | 포지션 | 국적   | 이름            |
| ---- | ------ | ------ | --------------- |
| 76   | DF     | 앙골라 | 브루노 가스파르 |

## 역대 감독
| 감독                | 임기      |
| ------------------- | --------- |
| 아르투르 조르즈     | 1980~1981 |
| 레몽 후탈스         | 1984~1985 |
| 히베이루 올리베이라 | 1987~1988 |
| 페드로 로차         | 1990~1991 |
| 마리뉴 페레스       | 1992~1993 |
| 자이므 파셰쿠       | 1996~1997 |
| 조르제 제수스       | 2003~2004 |
| 자이므 파셰쿠       | 2005      |
| 넬루 빙가다         | 2009      |
| 파울루 세르지우     | 2009~2010 |
| 후이 비토리아       | 2011~2015 |
| 세르지우 콘세이상   | 2015~2016 |
| 주제 페레이루       | 2018      |
| 루이스 카스트루     | 2018~2019 |
| 티아구 멘데스       | 2020      |
| 페파                | 2021~2022 |
| 후이 보르즈스       | 2024      |
| 다니엘 소자         | 2025 ~    |